# Coupe de Suisse de football 1943-1944
Navigation
Édition précédente Édition suivante
La Coupe de Suisse 1943-1944 est la dix-neuvième édition de la Coupe de Suisse. Le FC Lausanne-Sport remporte son troisième titre en battant en finale le FC Bâle.

## Compétition

### Quarts de finale
Les quarts de finale ont lieu du 28 février 1944.
| Équipe 1          | Résultat | Équipe 2       |
| ----------------- | -------- | -------------- |
| FC Bâle           | 5 - 1    | BSC Young Boys |
| FC Lausanne-Sport | 3 - 2    | Servette FC    |
| FC Zurich         | 1 - 0    | AC Bellinzone  |
| FC Biel-Bienne    | 1 - 1    | FC Granges     |

Match rejoué :
| Équipe 1   | Résultat | Équipe 2       |
| ---------- | -------- | -------------- |
| FC Granges | 0 - 1    | FC Biel-Bienne |

### Demi-finales
Les demi-finales ont lieu le 12 mars 1944.
| Équipe 1          | Résultat | Équipe 2  |
| ----------------- | -------- | --------- |
| FC Lausanne-Sport | 1 - 0    | FC Zurich |
| FC Biel-Bienne    | 0 - 1    | FC Bâle   |

### Finale
| 10 avril 1944 | FC Lausanne-Sport | 3 - 0   | FC Bâle | Stade du Wankdorf, Berne |                      |
|               |                   | (0 - 0) |         | Spectateurs : 17 000     | Spectateurs : 17 000 |

- Lausanne-Sport remporte sa troisième Coupe de Suisse et son deuxième doublé Coupe-championnat en 1944[1].